# Doug Allen
Doug Allen (sinh ngày 22 tháng 2 năm 1956) là một họa sĩ, họa sĩ minh họa và nhạc sĩ underground người Mỹ. Được biết đến nhiều nhất qua bộ truyện tranh dài tập Steven, Allen đã cộng tác với người bạn lâu năm Gary Leib về âm nhạc, hoạt hình, mỹ thuật và truyện tranh, bao gồm cả tuyển tập Fantagraphics hai người Idiotland.

## Sự nghiệp
Sau khi theo học Đại học Brown một thời gian, Allen tốt nghiệp Trường Thiết kế Rhode Island (RISD) năm 1978 với bằng Mỹ thuật. Anh đã gặp Gary Leib tại RISD.
Ngoài tạp chí hàng tuần Steven, xuất bản trên các tờ báo đại học và báo thay thế từ 1977–1994, truyện tranh, phim hoạt hình gag và hình minh họa của Allen đã xuất hiện trên The New Yorker, BLAB!, Zero Zero, Weirdo, Pictopia và Duplex Planet Illustrated. Ngoài Idiotland, Allen và Leib còn hợp tác trong một số câu chuyện trong tuyển tập truyện tranh gây quỹ Legal Action Comics tập 1, xuất bản năm 2001.
Cùng với Leib, Allen là thành viên sáng lập của ban nhạc Rubber Rodeo từng đoạt giải Grammy từ năm 1978–1982. Allen cũng đã chơi bass cho nhiều ban nhạc khác.
Allen cùng vợ và hai con sống ở Rockland County, New York.

## Tác phẩm
- Steven (8 tập, Kitchen Sink Press, 1989–1996); tiếp nối bởi The Best of "Steven" (Kitchen Sink Press, 1998)
- Idiotland (7 tập, Fantagraphics, 1993–1994)